# Violent Shit
Pour les articles homonymes, voir Shit.
Série
Violent Shit 2
(1992)
Pour plus de détails, voir Fiche technique et Distribution.
Violent Shit est le premier film gore du réalisateur Andreas Schnaas. Il est sorti en 1989.

## Présentation
L'histoire de Karl Berger (alias Karl the Butcher Shitter, autrement dit Karl le boucher qui chie), un psychopathe cannibale toujours armé d'une feuille de boucher, assassinant chaque personne qu'il croise sur sa route.

## Fiche technique
- Titre : Violent Shit
- Titres alternatifs : Violent Sh*t (USA), Maniac 2001 (Japon)
- Réalisation : Andreas Schnaas
- Scénario : Andreas Schnaas
- Production : Reel Gore Productions
- Distribution : Blood Pictures & Astro Distribution (édition dvd en 2001)
- Musique : W.A.S.P. (utilisé illégalement mais vu le budget extrêmement limité de ce film, les poursuites judiciaires ont été abandonnées)
- Pays d'origine :  Allemagne de l'Ouest
- Genre : Slasher et thriller
- Durée : 72 minutes
- Budget : 2000$
- Date de sortie : 1989 (Allemagne de l'Ouest)
- Film interdit aux moins de 18 ans

## Autour du film
- Andreas Schnaas a joué le rôle de Karl le Boucher.
- Une scène montre Karl Berger priant devant Jésus crucifié sur la croix, à la fin de sa prière le psychopathe se précipitera sur Jésus pour le découper en morceaux.
- Le slogan de la VHS était : « To Avoid Fainting Keep Repeating It's Not a Snuff Movie » (traduit en français, cela donne : « Pour éviter de vous évanouir, répétez-vous que ce n'est pas un snuff movie »)
- Le film a été directement retiré des ventes et banni de son pays d'origine dès sa sortie. Cependant, cette censure disparaîtra quelques années plus tard.
- Une suite du même réalisateur est sortie en 1992 : Violent Shit 2.